# كيم مان-سو
كيم مان-سو هو سياسي كوري شمالي، ولد في 14 سبتمبر 1956 في هامغيونغ الشمالية في كوريا الشمالية. نشط حزبياً في حزب العمال الكوري.